# Рудов (станция метро)
«Рудов» (нем. Rudow) — станция Берлинского метрополитена, юго-восточная конечная линии U7. Расположена под улицей Нойкёльнер Штрассе (нем. Neuköllner Straße), вблизи с пересечением её с Грос-Цитенер Шоссе (нем. Groß-Ziethener Chaussee), и является узловой станцией для многочисленных маршрутов городских и пригородных автобусов.

## История
В ноябре 1962 года на юго-востоке Западного Берлина началось строительство нового жилого микрорайона Бриц-Буков-Рудов (нем. Britz-Buckow-Rudow), что определило необходимость продления линии U7. Станция открыта 1 июля 1972 года. В мае 1993 года на станции был сооружён лифт для инвалидов; 19 июля 2008 года открыт второй выход. С 1970-х годов существует проект продления линии U7 до аэропорта Берлин-Шёнефельд, однако при строительстве нового аэропорта Берлин-Бранденбург от этих планов отказались.

## Архитектура и оформление
Двухпролётная колонная станция мелкого заложения. Архитектор — Райнер Г. Рюммлер. Сооружена по типовому проекту и оформлена аналогично станциям «Айзенахер Штрассе» и «Байеришер Плац». Путевые стены облицованы асбестно-цементными красными панелями, на высоте человеческого роста проходит серая полоса. Колонны облицованы алюминиевыми пластинами. Станция имеет два выхода, один из которых (в центре платформы) ведёт в одноэтажный наземный вестибюль. Непосредственно за станцией расположены оборотные тупики.

## Галерея

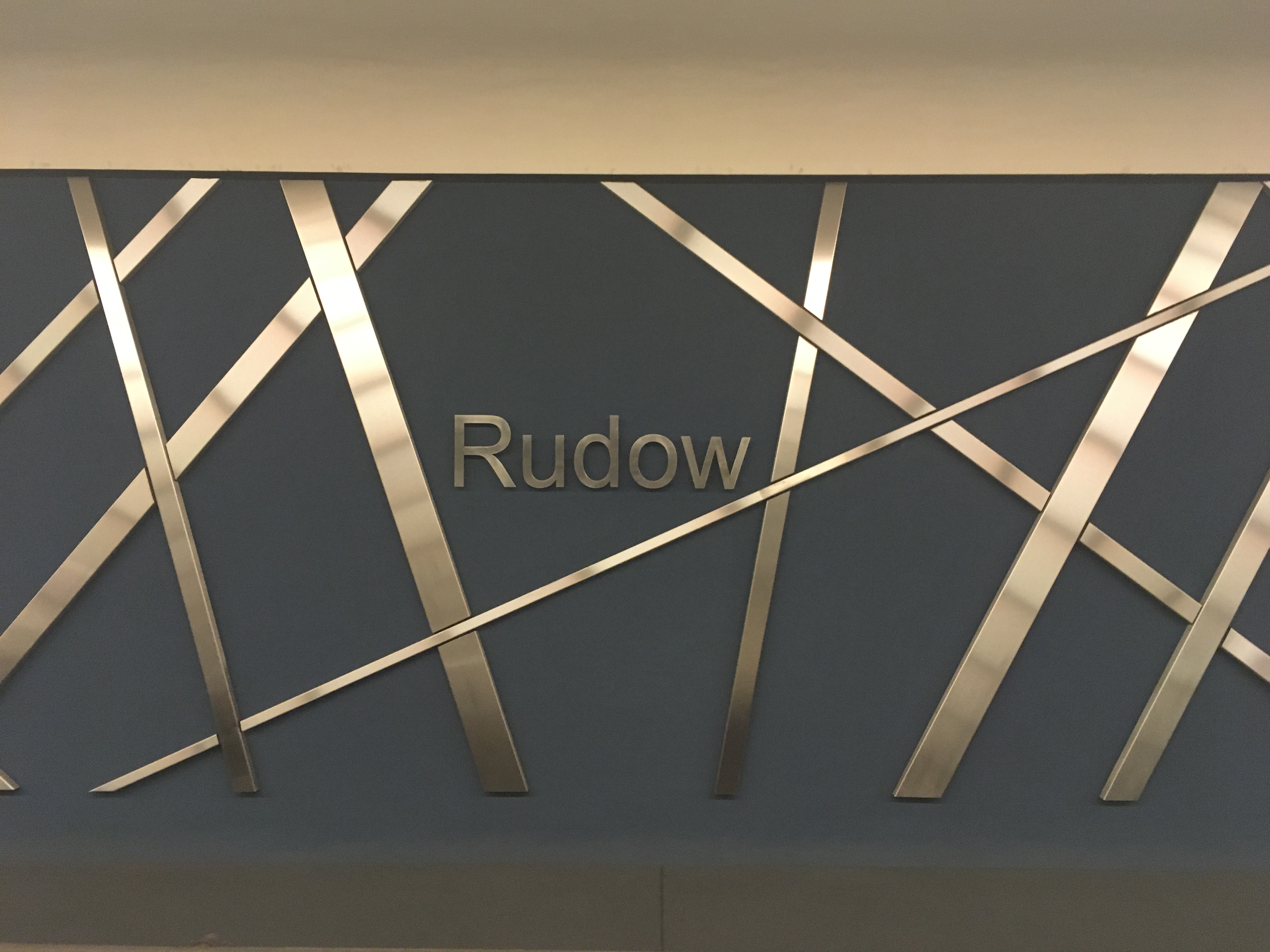
Название станции на путевой стене, после реконструкции в 2018 году.